# 유발 (고곽후)
유발(劉發, ? ~ ?)은 전한 말기의 제후로, 하간헌왕의 후손이다.

## 생애
아버지 유이중의 뒤를 이어 고곽후(高郭侯)에 봉해졌으나, 전한이 멸망하여 작위가 박탈되었다.

## 출전
- 반고, 《한서》 권15상 왕자후표 上

| 선대 아버지 유이중 | 전한의 고곽후 ? ~ 8년 | 후대 (전한 멸망) |